# Charité biz'ness
Pour les articles homonymes, voir Charité (homonymie).
Pour plus de détails, voir Fiche technique et Distribution.
Charité biz'ness  est un film français réalisé par Thierry Barthes et Pierre Jamin.

## Synopsis

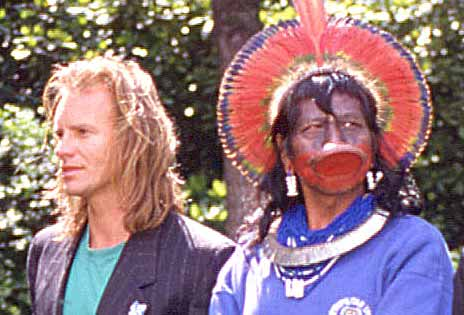
Sting et le chef Raoni en 1989.

Sam et Momo sont deux jeunes désœuvrés faisant de petits larcins. Ils sont condamnés à effectuer un TIG dans le domaine de la musique. L'idée leur vient alors d'organiser un concert à but humanitaire en faveur du « chef Masipu » - un pastiche du chef Raoni - pour en détourner les recettes.

## Fiche technique
- Titre : Charité bizn'ess
- Réalisation : Thierry Barthes et Pierre Jamin
- Scénario : Jean-Michel Aubret, Nicolas Cuche et Clarisse Guilbert
- Décors : Richard Cahours de Virgile
- Son : Vincent Tulli
- Monteuse : Nathalie Hubert
- Musique : Philippe Kelly
- Pays d'origine :  France
- Format : couleur - Dolby Digital
- Genre : comédie
- Durée : 85 minutes
- Date de sortie : 
  - France - 26 août 1998 , (le 6 septembre 2010 et le 16 janvier 2017 ressortie en numérique)
  - Date de sortie en VHS : 12 mars 1999
  - Date de sortie en DVD : 22 avril 2003
  - Date de sortie en Blu-Ray : 2018

## Distribution
- Smaïn : Sam
- Élie Semoun : Momo / Masipu
- Marina Tomé : Chris
- Pierre Meyrand : Le maire
- Jacques Pater : Inspecteur
- Princess Erika : Juliette
- Patrice Abbou : Rachid
- Edouard Calippe : Hypo
- Florence Fifi : B-Kool
- Armand Meffre : Marcel
- Cécile Auclert : Journaliste
- Alain Souchon : Lui-même
- Laurence Masliah : Florence
- Franck Dubosc : Présentateur télé
- Isabelle Guiard : Juge
- Dave : Lui-même
- Thierry Barthes
- Laurent Bizet
- Malcolm Cissoko
- Alix Coletti
- Dylan de Albuquerque
- Eric Fesais
- Topper Freeman
- François Hadji-Lazaro : Hanibal
- Marc Henry
- Yvette Horner : Elle-même
- Paul-Louis Léger
- Thierry Lhermitte : Photographe
- David Lowe
- Sue
- Franck Tapiro
- Pascal Tourain
- Xitron